# VR6

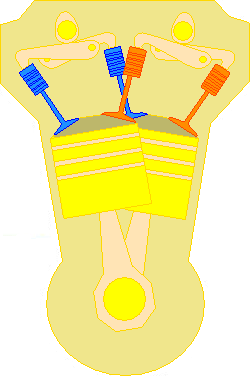
Schemat układu cylindrów w silniku VR6

Silnik VR6 – rodzaj silnika, który został wyprodukowany przez Volkswagena.

## Historia konstrukcji
Jakkolwiek układ VR po raz pierwszy zastosowała firma Lancia w latach 20. XX w. w silniku lotniczym, to początki silnika VR6 sięgają lat 80. XX w. Wtedy rozpoczęto pierwsze próby stworzenia silnika sześciocylindrowego. Jednak pod maską samochodów z przednim napędem nie było możliwości umieszczenia poprzecznie ani rzędowego, ani widlastego silnika. Problem rozwiązano stosując połączenie zalet obu konstrukcji. W ten sposób powstał silnik z cylindrami umieszczonymi pod kątem 15° w jednym bloku.
Zastosowanie tej konstrukcji umożliwiło zmniejszenie rozmiarów silnika, dzięki czemu mógł być on umieszczony poprzecznie. Pierwszymi Volkswagenami z silnikiem VR6 były Passat oraz Corrado dostępne na rynku amerykańskim od 1991 roku. Silnik o pojemności skokowej 2,8 l posiadał moc maksymalną 174 KM oraz moment obrotowy 240 Nm. Wariant 2,9 l posiadał moc 190 KM oraz moment obrotowy 245 Nm. W 1992 roku VW wyposażył w ten silnik dopiero co wchodzącego na rynek Golfa III. Był to pierwszy samochód tej klasy z tak pojemnym silnikiem.
Kolejną generacją silników VR6 były 24-zaworowe silniki produkowane od 1999 roku. Zmieniono ich nazwę na V6 mimo iż rozwiązania konstrukcyjne nie uległy zmianie. Zastosowano je w modelach Bora 4-motion oraz Golf IV 4-motion. Posiadały moc 204 KM. W 2003 roku powstała pojemniejsza wersja VR6 – 3,2 litrowa, nazwana R32 o mocy do 250 KM.
Najnowszą konstrukcją VR Volkswagena jest silnik R36 o pojemności 3,6 litra i mocy ponad 300 KM. Znacznie zmieniono konstrukcję, kąt między cylindrami to 10,6°. Wprowadzono go do sprzedaży w 2005 roku w Volkswagenie Passat, Skodzie Superb oraz Porsche Cayenne
Poza samochodami osobowymi silniki VR6 montowano również w minivanach koncernu VAG – Seacie Alhambra, Volkswagenie Sharan, bliźniaczym Fordzie Galaxy, a także w VW Transporterze T4 i T5.

## Dane techniczne[1]
| Kod (pojemność skokowa) silnika        | AAA (2,8 l)           | ABV (2,9 l)           | AZX (2,3 l)       |
| -------------------------------------- | --------------------- | --------------------- | ----------------- |
| Lata produkcji                         | 01.1992-12.1997       | 08.1991-12.1997       | 01.2001-05.2005   |
| Liczba cylindrów/zaworów               | 6/12                  | 6/12                  | 5/20              |
| Pojemność skokowa (cm³)                | 2792                  | 2861                  | 2324              |
| Moc maks. kW/KM (obroty silnika min-1) | 128/174 (5800)        | 140/190 (5800)        | 125/170 (6200)    |
| Moment obrotowy (obroty silnika min-1) | 240 (4200)            | 245 (4200)            | 220 (3600)        |
| Średnica tłoka (mm)                    | 81,0                  | 82,0                  | 81,0              |
| Skok tłoka (mm)                        | 90,3                  | 90,3                  | 90,2              |
| Stopień sprężania                      | 10,0                  | 10,0                  | 10,8              |
| Kolejność zapłonu                      | 1 – 5 – 3 – 6 – 2 – 4 | 1 – 5 – 3 – 6 – 2 – 4 | 1 – 2 – 4 – 5 – 3 |
| Układ wtryskowy/zapłonowy              | Bosch Motronic        | Bosch Motronic        | Bosch Motronic    |